# Hymenomima cindica
Hymenomima cindica là một loài bướm đêm trong họ Geometridae.